# Кондратьевская (Кировская область)
 Кондратьевская  — деревня в Афанасьевском районе Кировской области в составе Ичетовкинского сельского поселения.

## География
Расположена на расстоянии примерно 14 км на север-северо-запад от райцентра поселка  Афанасьево.

## История
Известна с 1891 года. В  1905 году в починке Кондратия Половникова,  хозяйств 4 и жителей 30, в 1926 хутор Вок (Кондратьевский),  7 и 33 соответственно, в 1950 деревня Кондратьевская, 24 и 72, в 1989 году 22 жителя.  

## Население
Постоянное население составляло 22 человека (русские 100%) в 2002 году, 10 в 2010.